# شایعات در ایران
شایعه‌ها و شوخی‌های فریب‌آمیز دارای تاریخچه‌ای در ایران هستند
شایعهٔ دیده شدن تصویر سید روح‌الله خمینی بر روی ماه یک از مهم‌ترین آنهاست که در حافظه تاریخی ایرانیان ثبت شده است. همچنین چند بار انتشار شایعات مرگ سید علی خامنه‌ای رهبر ایران از شایعه‌های سیاسی قابل توجه بوده است. از دیگر موارد تاریخی می‌توان به سال ۱۲۶۴ قمری اشاره کرد که به دستور امیرکبیر برنامهٔ واکسیناسیون و آبله‌کوبی کودکان ایرانی انجام می‌شد اما مردم از روی ناآگاهی و باور به خرافات، آبله‌کوبی را انجام نمی‌دادند. یکی از دلایلشان این بود که فالگیرها و دعانویس‌ها شایعه کرده بودند آبله‌کوبی سبب می‌شود جن به خون وارد شده و بچه جن‌زده شود.
در نخستین سال‌های پس از پیروزی انقلاب ۱۳۵۷ ایران، بعد از اینکه محمدرضا پهلوی شاه سابق ایران، در خارج از کشور درگذشت، شایعه‌ای مبنی بر زنده بودن او و آماده شدنش برای به دست‌گیری مجدد قدرت شکل گرفت اما چندان عمومی نشد. پس از آن صدا و سیمای جمهوری اسلامی ایران مجموعه‌ای تلویزیونی به نام «شاه دزد» ساخته و پخش کرد. مسئولان جمهوری اسلامی ایران با پخش این سریال، در کنار تمسخر شاه سابق، این پیام را رساندند که «در پس هر شایعه، توطئه‌ای نهفته است». این رویکرد موجب می‌شد که در فضای ملتهب پس از انقلاب، ابتکار جریان‌سازی از مخالفان حکومت گرفته شود و ابتکار عمل تنها در دست حکومت قرار گیرد.
در میان شوخی‌های فریب‌آمیز می‌توان از تبدیل شدن دروغ سیزدهم فروردین به یک سنت سالانه در روزنامه‌های اصلاح طلب، شایعهٔ کج شدن برج میلاد، و شایعهٔ لوگوی پپسی روی ماه نام برد.

## اهمیت بررسی شایعه
رواج شایعه‌ها نشان‌دهندهٔ زودباوری مردم و ظرفیت آن‌ها برای تن دادن به تلقین و همچنین همراهی با جمع است.
یکی از دلایل اهمیت بررسی شایعه‌ها این است که «چه کسی از رواج این شایعه سود می‌برد.» این امر برای درک منشأ این شایعه‌ها سودمند است. البته ممکن است یک شایعه، ناشی از شوخی سادهٔ فرد یا افرادی باشد که شایعه پراکنیِ آن‌ها به‌طور اتفاقی فراگیر می‌شود.
دیگر اهمیت شایعه‌ها در این است که، رواج یک شایعه می‌تواند اطلاعاتی از میزان زودباوری مردم آن جامعه نسبت به خبری که شک‌برانگیز و اثبات‌نشده است، در اختیار کارشناسان و همچنین دستگاه‌های اطلاعاتی و امنیتی یک کشور گذاشته و در زمان بحران یا در چهارچوب جنگ‌های روانی و رسانه‌ای برایشان مفید باشد.
شایعه‌های سیاسی می‌توانند گاه برای یک حکومت خطرناک باشند، گاهی مفید و گاهی هم بی‌آزار. نمونه‌هایی از هر سه مورد در ایران وجود داشته است. از شایعه مرگ سید علی خامنه‌ای رهبر ایران، تا شایعه مرگ احمد جنتی که موجب پیدایش لطیفه‌هایی دربارهٔ سن او شد.
همچنین شوخی‌های فریب‌آمیز می‌توانند نشان‌دهندهٔ ایده‌آل‌های نویسندگان آن‌ها باشند. علاوه بر آن، نظرات خوانندگان این گونه اخبار و دروغ‌های ۱۳ در وبگاه‌ها نیز نشان می‌دهد این خبرها آرزوهای خوانندگان بوده است. مانند «رفع توقیف روزنامه‌های هم‌میهن، شرق و خبرگزاری ایلنا» و «خبر کناره‌گیری حسین شریعتمداری از روزنامه‌نگاری».
به گفتهٔ بازتاب، زودباوری مردم ایران و علاقه به شنیدن اخبار باورنکردنی، مسئله‌ای‌ست که از دیرباز در ایرانیان دیده می‌شده و پس از ظهور فناوری، جدی‌تر شده است.
مهدی خرم دل، روزنامه‌نگار، «شایعهٔ لوگوی پپسی روی ماه» را فرصتی برای سنجش میزان تغییر آگاهی و زودباوری ایرانیان دانسته و با ذکر اینکه ده‌ها هزار نفر ایرانی شهرنشین (چون خبر به شکل وسیع به شهرهای کوچک و روستاها نرسید) و حتی طبقهٔ اِلیت جامعه (نخبه) به سادگی فریب خوردند، نتیجه می‌گیرد «در ایران همچنان راه برای عوام‌فریبی و سیاست‌های عوامانه (grassroots politics) باز است.»

## شرح شایعه‌ها به ترتیب زمانی

### دوران قاجار
- در سال ۱۲۶۴ قمری به دستور امیرکبیر برنامهٔ واکسیناسیون و آبله‌کوبی کودکان و نوجوانان ایرانی انجام می‌شد. خبر آمد که مردم از روی ناآگاهی و باور به خرافات نمی‌خواهند آبله‌کوبی را انجام دهند. یکی از دلایلشان این بود که فالگیرها و دعانویس‌ها شایعه کرده بودند آبله‌کوبی باعث می‌شود جن به خون انسان راه یابد و بچه جن‌زده می‌شود. امیرکبیر دستور داد هر کس حاضر نشود آبله بکوبد باید پنج تومان جریمه بدهد، تا مردم راضی شوند آبله‌کوبی را انجام دهند. این اقدام نیز مؤثر نبود و آن‌ها که توانایی مالی داشتند جریمه را پرداختند تا آبله‌کوبی نکنند، و آن‌ها که پول کافی نداشتند هنگام مراجعهٔ مأموران از شهر بیرون می‌رفتند یا در آب‌انبار پنهان می‌شدند!

دربارهٔ این رویداد از امیرکبیر نقل شده است: «تا زمانی که ما سرپرستی این ملت را بر عهده داریم، مسئول مرگشان ما هستیم… و مسئول جهلشان نیز ما هستیم. اگر ما در هر روستا و کوچه و خیابانی مدرسه بسازیم و کتابخانه ایجاد کنیم، دعانویس‌ها بساطشان را جمع می‌کنند. تمام ایرانی‌ها اولاد حقیقی من هستند و من از این می‌گریم که چرا این مردم باید این قدر جاهل باشند که در اثر نکوبیدن آبله بمیرند.»

### دوران پهلوی

#### مرگ غلامرضا تختی
در ۱۷ دی ۱۳۴۶ غلامرضا تختی، در هتل اتلانتیس فوت کرد. به‌سرعت شایع شد که ساواک او را بقتل رسانده است و نشریه فکاهی توفیق نوشته بود تختی را خودکشی کردند. بعدها کسانی چون جمشید مشایخی و پسرش بابک تختی این شایعه را رد کردند. بابک تختی می‌گوید شایعه شهیدسازی تختی را جلال آل‌احمد شروع کرد.

#### مرگ صمد بهرنگی
در ۹ شهریور ۴۷ صمد بهرنگی در رودخانه ارسباران غرق شد. جلال آل احمد شایع کرد که صمد را ساواک کشته است.جلال آل احمد یادداشت صمد و افسانهٔ عوام را نوشت و شایعهٔ قتل او را در دهان‌ها انداخت. سال‌ها پس از آن نوشت که افسانه ساخته بوده تا مرگ صمد «به هدر» نرود. آل احمد شش ماه بعد از مرگ صمد در نامه‌ای به منصور اوجی می‌نویسد «... تردیدی نیست که غرق شده. اما چون همه دلمان می‌خواست قصه بسازیم ساختیم…» حمزه فراهتی اظهار می‌کند «صمد بهرنگی شهید ساختگی شد» و مرگ او کار ساواک نبود.

#### مرگ جلال آل احمد
در ۱۸ شهریور ۴۸ جلال آل احمد درگذشت. شمس‌آل‌احمد، برادر جلال، شایع کرد که جلال را ساواک کشته است و اینرا در کتاب «از چشم برادر» صراحتاً گفت. مراسم تشییع و خاکسپاری به سرعت انجام گرفت ولی سیمین دانشور، همسر جلال با شمس کاملاً مخالف بود و در کتاب «غروب جلال» علت مرگ او را لخته خون اعلام کرد.

#### مرگ علی شریعتی
در ۲۹ خرداد ۱۳۵۶ دکتر علی شریعتی در حالی که سه‌هفته از سفرش به انگلستان می‌گذشت، در ساوت‌همپتون درگذشت. پس از کالبدشکافی دلیل رسمی مرگ وی انسداد شرائین اعلام شد؛ مرگ وی توسط برخی مشکوک دانسته شد احمد اشرف می‌نویسد شریعتی بر اثر سکته قلبی درگذشت ولی مخالفان شاه، ساواک را مقصر قلمداد کردند. هوشنگ شهابی می‌نویسد که پیروانش تمایل داشتند دربارهٔ مرگش افسانه‌سازی کنند. با توجه به اینکه اعضای خانواده و دوستان شریعتی در شب حادثه همراه او بودند آنها این شایعه را تکذیب می‌کنند.

### دوران انقلاب

#### ۱۷ شهریور ۵۷
بزرگنمایی واقعه ۱۷ شهریور ۵۷. ده‌ها کتاب و تحقیق از طرف موسسات حکومتی دربارهٔ وقایع ۱۷ شهریور منتشر شده که عمدتاً روایتی ایدئولوژیک، یکسویه و اغراق‌آمیز از این واقعه تاریخی ارایه کرده و تعداد کشته‌های حادثه «۴۰۰۰ نفر» یا «هزاران نفر» تخمین زده‌اند. حال آن که تحقیقات پژوهشگران مستقل نظیر عماد الدین باقی نشان داده این تعداد در کل کشور حدود ۸۸ نفر و حدود ۶۴ نفر در میدان ژاله تهران (میدان شهدا فعلی) بوده است.

#### دیده شدن عکس خمینی در ماه
شایعهٔ دیده شدن تصویر سید روح‌الله خمینی بر روی ماه در دیماه ۱۳۵۷

#### مین گذاری محوطه رادیو تلویزیون و سلطنت آباد
شایعه مین گذاری بودن ساواک سلطنت آباد و محوطه رادیو تلویزیون در بهمن ما ۱۳۵۷

#### طلا بودن وسایل هواپیمای شاه
شایعه طلا بودن توالت فرنگی و دستگیره‌ها و شیرهای آب در هواپیمای شخصی شاه بویینگ ۷۰۷ شاهین در اسفند ۵۷

#### زنده بودن شاه و قصد بازگشت به وطن
شایعهٔ زنده بودن محمدرضا پهلوی و آماده شدنش برای به دست‌گیری مجدد قدرت

### دوران جنگ ایران و عراق
- پس از قتل شهریار شفیق در پاریس. شایع شد علی‌اکبر فرازیان مدیرکل اداره دوم ساواک در اینکار دخالت داشته است ولی پرویز ثابتی مدیر امنیت داخلی ساواک بعدها در کتاب خاطرات خود نوشت او معتقد بوده فرازیان چنین جربزه‌ای نداشته است.[۱۸]
- رواج معجزهٔ رویت امام زمان در جبهه‌های جنگ ایران و عراق، که تحت عنوان «امدادهای غیبی» از سوی مسئولان جمهوری اسلامی ایران به‌طور رسمی تأیید می‌شد.[۱]
- شایعه پخش کلیدهای پلاستیکی طلایی رنگ بین رزمندگان برای ورود به بهشت پس از شهادت.[۱۹][۲۰]

### دروغهای سیزده
- شوخی فریب‌آمیز یا دروغ ۱۳ آزاد شدن عبدالله اوجالان، رهبر پ.ک. ک که در زندان: این دروغ ۱۳ به صورت یک خبر در روزنامه نشاط نوشته شد. پس از اعلام اینکه این خبر یک «دروغ ۱۳» بوده است، برخی از مردم کرد ناراحت شده و در تماس‌های متعددی به دفتر روزنامه واکنش نشان دادند. این دروغ ۱۳ را سید ابراهیم نبوی طنز پرداز ایرانی نوشته بود.[۳]
- درج دروغ سیزدهم فروردین در روزنامه‌های اصلاح طلب به یک سنت سالانه تبدیل شده بود که با بسته شدن آن‌ها و «پایان دوران اصلاحات» تمام شد.[۳]
- دروغ‌های ۱۳ در تعدادی از وب‌سایت‌ها و وبلاگ‌ها پِی گرفته شد. برخی از این شوخی‌های فریب‌آمیز مانند خبرهایی که سایت فردا منتشر کرد، از جمله «رفع توقیف روزنامه‌های هم‌میهن، شرق و خبرگزاری ایلنا» را می‌توان آرزوی دست نیافتنی روزنامه نگاران اصلاح طلب به‌شمار آورد. همچنین شوخی فریب‌آمیز «خبر کناره‌گیری حسین شریعتمداری از روزنامه‌نگاری» که می‌تواند نشان‌دهندهٔ ایده‌آل‌های نویسندگان خبر باشد. علاوه بر آن، نظرات خوانندگان این اخبار نیز نشان می‌دهد این گونه اخبار آرزوهای خوانندگان بوده است.[۳]
- دروغ ۱۳ «کج شدن برج میلاد»: در فروردین ۱۳۸۴ روزنامه شرق صفحه اول خود را به شوخی‌های فریب‌آمیز اختصاص داد مانند «برج میلاد در آستانه سقوط» که عکس فتوشاپی کج شدن برج میلاد نیز در کنارش بود. هرچند که با قلم بسیار ریزی بالای این صفحه نوشته بود «کلیه محتویات این صفحه دروغ ۱۳ است» ولی مردم بسیاری این شایعه را جدی گرفتند و به پای برج میلاد می‌رفتند تا به چشم خود کج شدن آن را ببینند، قیمت زمین و مسکن در محله گیشا کاهش یافته و حتی خبرگزاری مهر و یکی از شبکه‌های ماهواره‌ای فارسی خارج از ایران نیز آن را نقل کردند. مجری آن شبکه که «علیرضا میبدی» نام داشت با نقل خاطره‌ای از کودکی خود، برج میلاد را به درخت اکالیپتوس خانه کودکی‌اش و نظام جمهوری اسلامی ایران را به پدرش (که با سقوط درخت، مرگ در چشمانش دیده می‌شد) تشبیه کرده و نتیجه گرفته بود که برج میلاد که اوکالیپتوس نظام است در حال سقوط است و پس از سقوط آن نظام برخواهد افتاد.[۴]

از دیگر خبرهای این صفحه می‌توان به «افتتاح اولین رادیوی خصوصی با مدیریت محمد صالح علا»، «اولین تلویزیون خصوصی با مدیریت علی لاریجانی»، «ایران ترمیناتور۴ را می‌سازد»، و «تجهیزات ماهواره زهره ضبط شد» اشاره کرد. این شوخی فریب‌آمیز را فرورتیش رضوانیه طنز پرداز ایرانی نوشته بود.

### پس از جنگ تا امروز
- شایعه پیش‌بینی وقوع زمین لرزه احتمالی تهران در سال ۱۳۷۰ توسط یک پیشگوی چینی.
- بیش از ۱۵ سال شایعات دربارهٔ سلامت جسمانی و چند بار شایعهٔ مرگ سید علی خامنه‌ای رهبر ایران، از جمله در سال‌های ۱۳۸۵ و ۱۳۸۸.[۲۱][۲۲] شایعات بیماری رهبر ایران معمولاً از بیماری سرطان نام برده‌اند، اما دربارهٔ نوع این سرطان ادعاهای مختلفی شده است و درستی آن‌ها مشخص نیست. به‌طور کلی، برخلاف جوامعی که فضای خبری باز دارند، هیچ اطلاعات دقیق پزشکی دربارهٔ رهبران جوامع بسته در دسترس نیست.[۲۳][۲۴] نشریه‌های حکومت ایران مانند فارس نیوز، این شایعه‌ها را توطئهٔ دشمنان دانسته‌اند. به گفتهٔ فارس، معمولاً این شایعات با هدف‌های چندگانه از جمله ایجاد نگرانی و اضطراب در مسئولان و مردم، ارزیابی واکنش مردم، و ارزیابی نحوهٔ واکنش مسئولان دستگاه‌های رسمی ساخته می‌شوند.[۲۵] به گفتهٔ مرتضی نیک پندار، روزنامه‌نگار در جرس، «همزمان با انتشار شایعات مجدد دربارهٔ کسالت رهبر جمهوری اسلامی به نظر می‌رسد که کمتر کسی از این وضعیت خشنود است. حتی گروه‌های مخالف رژیم جمهوری اسلامی نیز نگران حوادث پیش‌بینی نشده‌ای هستند که در صورت فوت آیت‌الله خامنه‌ای گریبانگیر ایران خواهد شد. بحران جانشینی در چنین وضعیت بغرنجی احتمال آن را دارد که وضعیت داخلی کشور را دستخوش بی‌ثباتی کند و موقعیت منطقه‌ای این کشور را نیز با خطر مواجه سازد. همچنین برخی نگران آن هستند که در این صورت قدرت به‌طور کامل و آشکارا در اختیار سپاه پاسداران قرار بگیرد.»[۲۳]
- شایعهٔ مرگ احمد جنتی دبیر کهن‌سال شورای نگهبان و امام جمعه موقت تهران، که مقدمهٔ‌ی، ساختن لطیفه‌های بسیاری دربارهٔ سن او شد.[۱]
- صدور حکم تیر برای سیتروئن زانتیا که بعدها به ماشین‌های دیگری نظیر نیسان ماکسیما و هیوندای آزرا نیز نسبت داده شد.[۲۶] در هیچ‌یک از موارد ده‌گانه‌ای که مأموران انتظامی حق استفاده از سلاح گرم دارند اشاره‌ای به مدل ماشین نشده است.[۲۷]
- «لوگوی پپسی روی ماه» شایعه‌ای بود که اولین بار در خرداد ۱۳۹۱ توسط ایسنا منتشر شد و در همین مورد یکی از استادان دانشگاه جامع علمی کاربردی واحد فرهنگ و هنر کرمانشاه مصاحبه‌ای بسیار غلوآمیز با ایسنا کرده بود. این خبر چند روزی در شبکه‌های اجتماعی دست به دست می‌شد، البته ایسنا خبر اولیه را از دسترس خارج کرد. این شایعه سبب شد هزاران تن از ایرانیان، ساعت ۱۰:۳۰ سه‌شنبه‌شب، ۱۶ خرداد ماه، به پشت بام‌ها شتافتند تا تبلیغ شرکت پپسی کولا را بر روی ماه را مشاهده کنند، اما پس از آنکه دقایق طولانی به ماه خیره شدند، نشانی از تبلیغ مورد نظر نیافتند؛ چرا که این خبر از اساس واقعیت نداشت.[۱][۴][۲۸]

محمد کرمی، مدیر گروه روابط عمومی دانشگاه جامع علمی کاربردی کرمانشاه، در مصاحبه به ایسنا گفته بود «این رویداد، دنیای تبلیغات را وارد عرصه جدیدی می‌کند.» و «یقیناً ماه متعلق به همه مردم روی زمین است، اما آیا یک شرکت با نهایت خودخواهی چنین حقی دارد که لوگوی خود را بر روی ماه قرار دهد؟»
برخی، از جمله بازتاب و بی‌بی‌سی، این شایعه را فرصتی برای سنجش میزان تغییر آگاهی و زودباوری ایرانیان دانسته و با ذکر اینکه ده‌ها هزار نفر ایرانی شهرنشین (چون خبر به شکل وسیع به شهرهای کوچک و روستاها نرسید) و حتی طبقه اِلیت (نخبه) جامعه به سادگی فریب خوردند، نتیجه می‌گیرند در ایران همچنان راه برای عوام فریبی و سیاست‌های عوامانه (grassroots politics) باز است.
- شایعه‌ای به صورت خبر با تیتر درشت "فرق بین دو تا فوتبالیست مشهور یکی علی کریمی یکی لیونل مسی" از اوایل تابستان ۱۳۹۲ در بیش از ۱۶۰۰۰ مورد در شبکه اینترنت به فارسی یافت می‌شود (نام چندین خبرگزاری کم و بیش نامدار در لیست دیده می‌شود)... واین باز یکی از جعلیات و پخش اخبار بدون تحقیق و کاوش محسوب می‌شود. در "خبر آمده که فوتبالیست معروف لیونل مسی با پاداشی برابر ۲٫۰۰۰٫۰۰۰ دلار دعوت شیخی ثروتمند را در عربستان سعودی پذیرفت تا برای نیم ساعت از خانواده او ملاقاتی بعمل آورد. در تصویری نیز نشان داده می‌شود که مسی با "فرزندان" شیخ نشسته و همه شادمانند… ضمنی که علی کریمی بچه‌ها، بیماران و غیره را به رایگان ملاقات می‌کند… حقیقت اینست که مسی پس از ورود جنجالی به عربستان برای استراحت به هتلی رفته و در سالن هتل چند بچه فوتبال دوست را پذیرفته و دور هم نشسته‌اند.۱ / ۲. ضمناً نوع حقیقی این خبر مربوط به پائیز ۱۳۹۱ است.[۳۰]

## باورهای شفاهی مردمی
در بین ایرانیان شایعات و باورهایی نیز هستند که به حق هیچ‌گونه منبع مستند و کتبی ندارند ولی کم و بیش کسی نیست که آن شایعات را (در مقطع سنی ویژه آن موضوع) نشناسد. به عنوان مثال در دهه ۴۰ خورشیدی و در اوج درخشش دو ورزشکار یعنی محمدعلی کلی بوکسور و بیوک جدی‌کار، فوتبالیست چپ پای تیم تاج تهران (اولین فوتبالیست ایرانی که به خارج رفت و در آلمان رسماً بازی کرد) شایعات فراوانی در کوچه و بازار وجود داشت. در رابطه با محمدعلی کلی می‌گفتند (می‌گفتیم) او برای تمرین مشت زنی تا به حال چند فیل را با مشت قوی اش کشته! و در رابطه با جدی کار گفته می‌شد: ملکه انگلیس(!) پای چپ او را ۱۰۰۰٫۰۰۰ پوند استرلینگ بیمه کرده (یا خریده) و قرار شده او دیگر با پای چپ شوت نزند، چون ممکن است ضربه توپ عامل ناقص شدن یا کشته شدن طرف مقابل شود (نقل قول: او مهلک‌ترین ضربات پای چپ را وارد می‌کرد، ضربات پای چپ او را خریده بودند تا با چپ شوت نزند و ضربات او به هر که می‌خورد خطر مرگ داشت. ). (منبع مضاف: همه ورزش دوستان بالای پنجاه سال!). از شایعات (خرافات) شفاهی دیگر آن بود که هر مردی از زیر رنگین کمان عبور کند تبدیل به زن می‌شود. البته این امر (گذشته از هجو بودنش) بخاطر فیزیک اُپتیکی اصلاً امکان ندارد زیرا دیدن رنگین کمان به یک فاصله وطری دید (--> مثلث قائم الزاویه) احتیاج دارد.
یکی از جالب‌ترین شایعات شفاهی و هجویات سال‌های ۱۳۴۰ش در رابطه با گروه بیتل‌ها بود. گفته می‌شد بیتل‌ها تا چندی پیش همگی در شهر لیورپول رفتگر و سپور بوده‌اند.

## شخصیت‌های جعلی

### آرشیت دانا
در هیچ منبع تاریخی در رابطه با شخصیت اندیشمندی به نام آرشیت صحبت نشده است. رضا مرادی غیاث‌آبادی آرشیت دانا را شخصیتی دروغین و ساختگی دانسته است که هیچ سند و مدرکی دال بر وجود تاریخی او در دست نیست.
آرشیت دانا (۲ ژانویهٔ ۴۷۶ پ.م. در کاشمر - ۲۸ فوریه ۳۳۰ پ.م. در کاشمر) یک شخصیت جعلی و دروغین است که توسط افرادی ناشناس در فضای مجازی ساخته شده است. سازندگان این شخصیت مدعی بوده‌اند که وی فیلسوفی بوده که در ایران باستان می‌زیسته و نخستین نظریه‌پرداز دموکراسی بوده است.
در هیچ منبع تاریخی در رابطه با شخصیت اندیشمندی به نام آرشیت صحبت نشده است. رضا مرادی غیاث‌آبادی آرشیت دانا را شخصیتی دروغین و ساختگی دانسته است که هیچ سند و مدرکی دال بر وجود تاریخی او در دست نیست.

#### شاگردی جعلی به نام ورتا

##### شخصیت ورتا در فیلمنامهٔ بیضایی
بهرام بیضایی در فیلمنامهٔ پردهٔ نئی (۱۳۶۵) شخصیتی به نام ورتا خلق کرده که زنی خردمند، کتابخوان و پاکدامن است. احسان زیورعالم و سیدفضل‌الله میرقادری که در مقالهٔ مشترک به تحلیل این فیلمنامه پرداخته‌اند، معتقدند که اگرچه هیچ منبع موثقی دال بر وجود شخصیتی واقعی به نام ورتا وجود ندارد، اما به نظر می‌رسد که بیضایی شخصیت ورتا در فیلمنامهٔ پردهٔ نئی را از این شخصیت اثبات‌نشده منسوب به عصر هخامنشی الهام گرفته‌باشد. با این وجود با توجه به تاریخ نگارش فیلمنامهٔ بیضایی که در سال ۱۳۶۵ نوشته شده و نشر شایعات مربوط به آرشیت و ورتا در فضای مجازی در نیمهٔ دههٔ ۱۳۹۰، به نظر می‌رسد که این رابطه برعکس بوده و در واقع جاعلان این شخصیت‌ها از فیلمنامهٔ بیضایی برای ساختن این شخصیت‌های دروغین الهام گرفته‌باشند.